# Fritz Rammelmayr
Fritz Rammelmayr, född 27 juli 1893, död 8 augusti 1994, var en tysk ishockeyspelare. Han var med i det tyska ishockeylandslaget som kom på delad åttondeplats i olympiska vinterspelen 1928 i Sankt Moritz.